# مقاطعة موسيلشيل (مونتانا)
مقاطعة موسيلشيل (بالإنجليزية: Musselshell County)‏ هي إحدى مقاطعات ولاية مونتانا في الولايات المتحدة الأمريكية.